# Moonlight Mile - Voglia di ricominciare
Moonlight Mile - Voglia di ricominciare (Moonlight Mile) è un film del 2002 diretto da Brad Silberling.

## Trama
Dopo la prematura morte della figlia Diane, i coniugi Ben e Jojo Floss cercano di ricominciare a vivere aiutati da Joe Nast, fidanzato e futuribile sposo in lutto di Diane. Non è però così semplice: Jojo, scrittrice, non riesce più ad avere idee mentre Ben, impresario edile, si getta nel lavoro prendendo come socio Joe, convinto che la figlia in cielo lo stia guardando. Joe dal canto suo vive con i Floss non sapendo bene che fare della propria vita e non volendo lasciarli soli in un momento così difficile. Costui ha però un segreto, che dovrà rivelare, anche per cercare di far condannare il criminale che sparò a Diane.

## Produzione
Prodotto dalle società Epsilon Motion Pictures, Touchstone Pictures, Hyde Park Entertainment, Reveal Entertainment, Gran Via,
Punch Productions (che utilizzò il nome Punch). Il titolo del film riprende la canzone dei Rolling Stones contenuta in un loro album del 1971, Sticky Fingers.

## Distribuzione

### Data di uscita
Il film venne distribuito in varie nazioni, fra cui:
- Canada 9 settembre 2002 (al Toronto International Film Festival)
- Stati Uniti d'America, Moonlight Mile 24 settembre 2002 (la prima, poi diffusa nei cinema a partire dal 27 settembre)
- Argentina, La vida continúa 24 ottobre 2002
- Grecia, Pikra feggaria 10 gennaio 2003
- Turchia, Ay isiginda 17 gennaio 2003
- Cile 23 gennaio 2003
- Israele 30 gennaio 2003
- Italia, Moonlight mile - Voglia di ricominciare 7 febbraio 2003
- Inghilterra 21 febbraio 2003
- Australia 6 marzo 2003
- Germania 3 aprile 2003
- Austria 4 aprile 2003
- Spagna, El compromiso 6 giugno 2003
- Portogallo 27 giugno 2003
- Giappone 28 giugno 2003
- Repubblica Ceca 11 luglio 2003, la prima al Karlovy Vary International Film Festival, poi diffuso nei cinema a partire dal 9 ottobre 2003

## Accoglienza

### Critica
Il film, nonostante la bravura degli attori, fallisce nell'intento molto difficile di miscelare situazioni leggere da commedia a quelle più drammatiche, risultando allo spettatore «prolisso».